# Mihail Grama
Mihail Grama (n. 10 noiembrie 1924 – d. 1 octombrie 1999) a fost un senator român în legislatura 1996-2000 ales în Municipiul București pe listele partidului PNȚCD.
A fost ales senator în circumscripția electorală nr.41 BUCUREȘTI pe listele Convenției Democrate Române
data încetării mandatului: 1 octombrie 1999 - decedat. În cadrul activității sale parlamentare, Mihail Grama a fost membru în grupurile parlamentare de prietenie cu Republica Venezuela și cu Republica Arabă Egipt. Mihail Grama a fost înlocuit de senatorul Victor Clonaru la data de 8 noiembrie 1999.
Mihail Grama de profesie inginer, a fost deținut politic. Este menționat a fi trecut prin închisoarea Gherla unde îi învăța pe colegi limba engleză.
Mihail Grama - Data nașterii 10.11.1924. Locul nașterii: Taul, URSS. Prenumele părinților Matei și Natalia. Studii: Politehnica. Până în 1953 a fost inginer și domicilia în București. Înainte de 1953 nu a fost încadrat politic. A fost arestat în 16 martie 1953 și condamnat pentru uneltire contra ordinii sociale (Art. 209 C.P.). A fost eliberat la 25 septembrie 1953. A fost deținut la penitenciarul Jilava. (Informații din fișa matricolă penală, Arhiva Administrației Naționale a Penitenciarelor, Jilava).